# Sao Ap và Bp
Sao Ap và Bp là những ngôi sao đặc biệt về mặt hóa học (do đó có ghép thêm chữ "p") của loại A và B thể hiện sự dư thừa của một số kim loại, chẳng hạn như stronti, crom và europi. Ngoài ra, sự dư thừa lớn hơn thường được thấy với các nguyên tố praseodymi và neodymi. Những ngôi sao này có tốc độ quay chậm hơn nhiều so với bình thường đối với các sao loại A và B, mặc dù một số vận tốc quay thể hiện lên tới khoảng 100 km mỗi giây.

## Từ trường
Chúng cũng có từ trường mạnh hơn các sao loại A hoặc B cổ điển trong trường hợp HD 215441, đạt 33,5   k G (3,35 T). Thông thường từ trường của những ngôi sao này nằm trong phạm vi từ vài kG đến hàng chục kG. Trong hầu hết các trường hợp, một trường được mô hình hóa như một lưỡng cực đơn giản là một xấp xỉ tốt và đưa ra lời giải thích về lý do tại sao có một biến thiên định kỳ rõ ràng trong từ trường, vì nếu một trường như vậy không thẳng hàng với trục xoay thì cường độ trường sẽ thay đổi khi ngôi sao quay. Để hỗ trợ cho lý thuyết này, người ta đã lưu ý rằng các biến thể trong từ trường có tương quan nghịch với tốc độ quay. Mô hình này của trường lưỡng cực, trong đó trục từ được bù với trục quay, được gọi là mô hình quay xiên.
Nguồn gốc của từ trường cao như vậy trong các ngôi sao Ap là có vấn đề và hai lý thuyết đã được đề xuất để giải thích chúng. Đầu tiên là giả thuyết trường hóa thạch, trong đó trường là di tích của trường ban đầu trong môi trường liên sao (ISM). Có đủ từ trường trong ISM để tạo ra từ trường cao như vậy thật sự, đến mức lý thuyết khuếch tán xung quanh phải được gọi để giảm trường trong các ngôi sao bình thường. Lý thuyết này không yêu cầu trường duy trì ổn định trong một thời gian dài và không rõ liệu một trường quay xiên như vậy có thể làm như vậy hay không. Một vấn đề khác với lý thuyết này là giải thích tại sao chỉ có một tỷ lệ nhỏ các sao loại A thể hiện những thế mạnh trường cao này. Lý thuyết thế hệ khác là hành động động lực trong lõi quay của các ngôi sao Ap; tuy nhiên, bản chất xiên của trường không thể được tạo ra bởi mô hình này, vì người ta luôn luôn kết thúc với một trường hoặc được căn chỉnh theo trục xoay hoặc ở góc 90 ° với nó. Cũng không rõ liệu có thể tạo ra các trường lưỡng cực lớn như vậy bằng cách giải thích này hay không, do sự quay chậm của ngôi sao. Mặc dù điều này có thể được giải thích bằng cách gọi một lõi quay nhanh với độ dốc xoay cao lên bề mặt, không chắc là trường trục đối xứng có trật tự sẽ xảy ra.